# Robert Carmona
Robert Carmona, né le 30 avril 1962, est un footballeur uruguayen qui évolue au poste de défenseur central au Nuevo Casabó. À 63 ans, il est le footballeur en activité le plus âgé du monde et détient le record mondial Guinness de la plus longue carrière de footballeur.
Outre l'Uruguay, Carmona a joué dans les ligues inférieures du Canada, des États-Unis, de l'Espagne, du Salvador, du Paraguay, de l'Argentine et de l'Italie, pour un total de 30 clubs et plus de 2 200 matches officiels,,.

## Carrière
Carmona a commencé sa carrière en 1976 en tant que meneur de jeu et détient le record mondial Guinness de la plus longue carrière de footballeur, jouant sans interruption depuis lors,,.